# Шадек (В'єтнам)
Шаде́к (в'єт. Sa Đéc) — в'єтнамське місто в провінції Донгтхап, розташоване біля річки Тьєн у дельті Меконгу, за 140 км на південний захід від Хошиміна.

## Економіка
Місто є промислово-торгівельним центром сільськогосподарського району південного В'єтнаму. У Шадеку та його околицях вирощується кукурудза й розвинуто рибальство. Промисловість представлена підприємствами з виготовлення будівельних матеріалів, рибальських човнів і споживчих товарів. Там також розвинуті ремесла з виготовлення виробів зі срібла й золота, матів і сандалій.